# Roger Leloup
Pour les articles homonymes, voir Leloup.
Roger Leloup, né le 17 novembre 1933 à Verviers (province de Liège), est un auteur de bande dessinée belge.
Il collabore durant 15 ans aux Studios Hergé, mais il est principalement connu pour être le créateur de Yoko Tsuno, série dont il est le scénariste et le dessinateur.

## Biographie

### Jeunesse
Roger Leloup naît le 17 novembre 1933 à Verviers.
Enfant, il assiste curieux à des combats aériens de la Seconde Guerre mondiale et est fasciné par la technologie tant des avions que du matériel mécanique en général, d'où quelques-unes de ses passions qui trouveront un débouché dans les histoires de Yoko Tsuno. « J'ai toujours été bricoleur, j'avais des planeurs téléguidés et je fabriquais moi-même mes modèles réduits. J'ai été deux fois champion de Belgique dans ma catégorie. J'ai aussi volé dans des clubs d'amateurs sur de petits appareils. Aussi, dès que j'ai commencé à travailler sur Yoko, l'exutoire a été total. Tout ce que je faisais en modélisme ou imaginais sur le plan mécanique est passé dans mon dessin. »
« C'est mon grand-père qui m'a initié aux lectures de vulgarisation scientifique en me rapportant un jour un paquet de vieux Science et Vie de la maison où il travaillait comme peintre en bâtiment », citant aussi l'influence de la passion de son oncle pour l'entomologie.
Habitant près de deux gares à Verviers, pendant la Seconde Guerre mondiale, il a plusieurs fois l'occasion de monter à bord des locomotives et de travailler aux côtés des machinistes. Par la suite, sa passion des trains qu'il tient également de son grand-père, l'amène à posséder son propre circuit de modélisme ferroviaire.
Parallèlement, sa tante qui détient une librairie lui permet de puiser son inspiration dans nombre d'œuvres d'auteurs célèbres qui seront déterminants pour ses albums : Jules Verne, H.G Wells, Dickens, les romans des sœurs Brönte et dans la collection « Fleuve Noir », spécialisée dans les romans de science-fiction. Il a également été bercé par le romantisme allemand et notamment par le livre Les Légendes du Rhin, fleuve qui apparaît dans plusieurs de ses œuvres, dont L'Orgue du diable.
Passionné de mécanique, il est chef de char au cours de son service militaire.

### Carrière avantYoko Tsuno
Roger Leloup effectue des études d'arts décoratifs et de dessin publicitaire à l'Institut Saint-Luc, à Liège. C'est en 1950 qu'il fait la rencontre décisive de Jacques Martin, qui venait acheter sa brillantine au salon de coiffure de ses parents. Ce dernier mentionne sa recherche d'un assistant pour la période de vacances. Répondant lui-même à cette offre plutôt que d'intégrer une entreprise publicitaire, Leloup devient son assistant pour la mise en couleurs et les décors. C'est ainsi qu'il commence à travailler sur les histoires d'Alix dans L'Île maudite,. La commande passée à Hergé de chromos techniques pour la série Voir et Savoir le lance dans ses premiers essais professionnels de dessins pour l'Histoire de l'Aviation et celle de l'Automobile, où Jacques Martin est engagé pour diriger la partie technique. Leloup fignole au crayon les engins que le dessinateur repasse à l'encre avant que le maître d'œuvre y ajoute le personnage de Tintin en costume de circonstance.
De 1954 à 1957, il conçoit de nombreuses planches techniques dans l'hebdomadaire Tintin, ainsi que quelques chroniques sur le modélisme, notamment ferroviaire et aérien dont il est féru, proposées dans la version belge de l'hebdomadaire.
Le 15 février 1955, il entre aux Studios Hergé pour y travailler aux Aventures de Tintin, tout en continuant à collaborer avec Jacques Martin, pour qui il dessine les décors d'Alix jusqu'au début de l'album Iorix le grand et de Lefranc. Il reste quinze ans aux Studios Hergé.
Avec Hergé, il travaille « surtout des dessins techniques », puis se voit « testé pour le décor de la gare de Genève-Cornavin dans L'Affaire Tournesol » : « C'était assez amusant parce que j'ai imaginé une verrière et cette gare n'a pas de toit vitré au-dessus ! On aurait pu aller prendre des photos… Ensuite, j'ai fait de petites choses ici et là, comme la chaise roulante du capitaine Haddock dans Les Bijoux de la Castafiore, des autos, des motos, des chars et, plus tard, la conception de l'avion de Carreidas, dont j'ai même construit la maquette. Un de mes plus beaux souvenirs a été de me trouver chargé de redessiner tous les avions de la refonte de L'Île Noire en 1965, ».
À la fin des années 1960, Hergé ne produisant plus beaucoup, Roger Leloup dessine mais s'occupe également des relations publiques et prépare des dossiers de presse pour ce dernier. Il travaille pour d'autres auteurs, notamment Francis pour qui il dessine les décors des Aventures de M. Bouffu et des Penseurs de Rodin, de 1966 à 1968.

### Création deYoko Tsuno(1968)

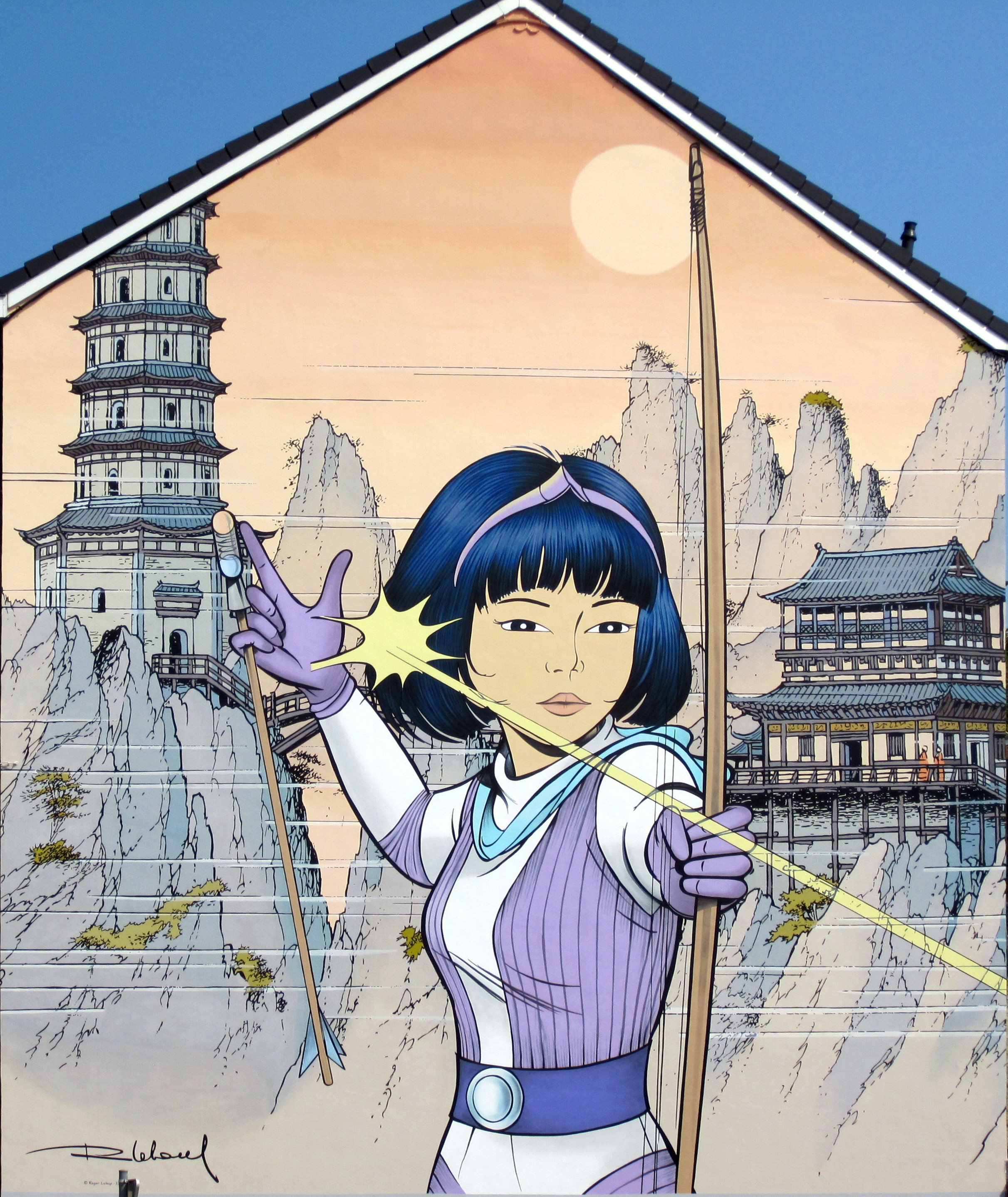
Peinture murale Yoko Tsuno à Verviers, sa ville natale, réalisée en juin 2018 par Art Mural a.s.b.l.

C'est au cours de la soirée de Noël du 25 décembre 1968 que Roger Leloup dessine les premières esquisses d'une jeune héroïne asiatique qu'il voudrait introduire dans une éventuelle reprise de Jacky et Célestin de Peyo, avec qui il a collaboré pour une histoire des Schtroumpfs. Yoko Tsuno est alors la sœur d'un électronicien japonais qui devait apparaître pendant un épisode intitulé : L'Araignée qui volait.
Le choix de la nationalité japonaise de son héroïne s'est fait par élimination pour Roger Leloup et pour deux raisons distinctes : « Yoko est japonaise parce que le Japon est la patrie de l'électronique, mais aussi en raison de la situation politique du monde. Je voulais une Asiatique mais quand j'ai commencé à chercher à lui donner une origine précise, c'était la guerre au Viêt Nam. Il y avait eu celle de Corée et la partition du pays, et la Chine était un pays totalitaire, donc, par élimination … ». En outre, Roger Leloup admire  durant son enfance l'actrice japonaise Yōko Tani.
Le projet amorcé, il décide de le développer avec deux faire-valoir masculins : Vic Vidéo et Pol Pitron, pour remplacer le duo initial Jacky et Célestin. Roger Leloup explique : « Quand j'ai créé la série, je voulais un trio, une équipe de télévision. C'était l'époque de l'avènement des transistors au Japon et j'ai tout naturellement pensé à une Japonaise pour le rôle de la scripte ».
Yoko n'est au départ qu'un membre de l'équipe, mais elle prend de l'importance jusqu'à devenir l'héroïne de la série, et cela au cours du tout premier album de la série, Le Trio de l'étrange.
Par la suite, ayant obtenu l'accord de l'éditeur Dupuis pour lancer la série Yoko Tsuno, il quitte les studios Hergé le 31 décembre 1969, et se consacre entièrement à son héroïne Yoko Tsuno. À cette occasion, Roger Leloup évoque une anecdote impliquant le créateur de Tintin : « Quand j'ai quitté le studio, il [Hergé] m'a indiqué que je pourrais revenir quand je le désirerais. Quelque temps plus tard, je lui ai montré les débuts de Yoko Tsuno, il m'a simplement souri et m'a dit : “Vous, vous ne reviendrez jamais …” ».
La série est lancée le 24 septembre 1970. Auteur complet, Roger Leloup assure l'écriture et le dessin de chacun de ses albums, les couleurs étant, elles, le fruit du Studio Leonardo et plus particulièrement de la coloriste Béatrice. À ses débuts, l'éditeur, Charles Dupuis, prudent, le prie de solliciter l'aide de Tillieux pour ses scénarios et dialogues. Ce dernier, après avoir supervisé le travail de Leloup sur deux histoires courtes, a vite jugé son rôle complètement superflu.
En 2024, la série compte 31 albums publiés par l'éditeur d'origine, Dupuis.

### 1989:Le Pic des ténèbres
Roger Leloup s'essaie à la rédaction d'un premier roman de science-fiction, paru sous le titre Le Pic des ténèbres également dans la collection « Travelling », et où apparaît une androïde, Tyo. Le Grand Prix de la Science-Fiction française (catégorie jeunesse) lui est attribué en 1990.

### Vie privée
En 1973, Roger Leloup et son épouse adoptent Keum-Sook, une Coréenne de cinq ans, sous le prénom plus européen d'Annick. L'album Le Dragon de Hong Kong, dans lequel Yoko adopte la jeune Rosée du matin, lui est dédié,.

## Analyse de son œuvre

### Son œuvre en général
Roger Leloup, qui se définit comme un conteur d'histoires, se voit d'abord comme « un grand enfant qui aime tout ce qui se déplace, les jouets, les marchés d'hiver allemands, les trains électriques ». Leloup souligne qu'il destine son œuvre en priorité aux enfants : « C'est pour les enfants que je travaille et toutes les personnes qui ont su garder leur âme d'enfant ». Ajoutant : « La jeunesse a besoin de rêve et d'idéal, pas de violence ».
Son œuvre regroupe deux grandes thématiques qui le passionnent depuis son enfance : la science-fiction (exemple avec Le Trio de l'étrange) et le fantastique (exemple avec L'Orgue du diable). Roger Leloup est un admirateur des œuvres de Jules Verne, puis de celles de H. G. Wells, notamment La Guerre des mondes ou La Machine à explorer le temps, une thématique retrouvée au travers des albums, La Spirale du temps, Le Matin du monde ou encore L'Astrologue de Bruges. Il faut également inclure la thématique des voyages spatiaux intersidéraux (Les Trois Soleils de Vinéa).
Il admire également les œuvres de Jean Ray et d'Edgar Allan Poe.
Concernant son héroïne, Roger Leloup en parle comme si elle vivait constamment à ses côtés et il a composé un roman pour évoquer sa jeunesse avec L'Écume de l'aube, publié en 1991 dans la collection « Travelling » des Éditions Duculot, repris par la suite par Casterman.
Encouragé par ses lecteurs, il valorise l'héritage de la culture japonaise (droiture, fidélité) et chinoise (sensibilité) de son héroïne. La série, où transparaissent largement ses centres d'intérêt et certaines de ses convictions, influence profondément sa vie : « Aujourd'hui, je ne pourrais plus abandonner le personnage de Yoko. Je m'y suis attaché profondément. Je ne maîtrise plus son existence. À force de vivre à mes côtés, Yoko est devenue une partie de ma vie. Pour moi, elle n'est pas uniquement un personnage de papier qui vit seulement dans les albums et dans la tête de son créateur. Elle a pris son autonomie et est devenue une véritable jeune fille d'aujourd'hui. Son caractère est devenu plus complexe, sa personnalité plus riche. Je crois que maintenant Yoko a atteint sa pleine maturité ».
Roger Leloup introduit dans ses albums des correspondances avec le monde réel. Ainsi, le personnage d'Ingrid Hallberg, qui apparaît dans L'Orgue du diable, La Frontière de la vie puis Le Feu de Wotan, est un hommage à la musicienne Ingrid Haebler.

### Style graphique
Son style est qualifié par lui-même de néo-réaliste dont le sommet est atteint avec l'album no 7 de la collection : La Frontière de la vie, une œuvre devenue une référence de la bande dessinée réaliste. Aux yeux de Roger Leloup, il est indispensable d'être le plus crédible possible : « Quand on fait de la science-fiction, le plus important est d’être crédible. Dans mes engins, il y a tout ce qu'il faut pour voler, rien n'est superflu. Moi-même, il faut que j'y croie, sinon cela ne marche pas ».
Roger Leloup a indiqué avoir tiré une partie de ses racines graphiques dans les dessins d'Alex Raymond dans les aventures de Flash Gordon. Parallèlement, il a gardé de son expérience au sein du Studio Hergé le souci du détail et de la méticulosité, un trait caractéristique de l'ensemble de ses œuvres notamment sur les décors et les objets du quotidien (véhicules, avions) reproduits à l'identique.
Il déclare à ce sujet : « N'oublions pas que j'ai travaillé aussi avec Martin et Hergé, c'étaient des personnes qui avaient le souci du détail. Je me suis rendu compte que si on ne mettait pas assez de détails, les gens n'y croyaient pas. Un jour, j’ai dessiné une auto (je ne me rappelle plus le modèle) et un type m'a dit : « vous avez bien mis les détails, c'est bien le pot d'échappement qui a la largeur de ce modèle là, parce qu'il est spécial ! ». Moi, je n'avais jamais vu le véhicule en vrai, j'avais vu ça sur une photo ».
Il reconnaît cependant être plus à l'aise pour dessiner les machines que les êtres humains : « J'ai toujours eu plus de mal à dessiner les humains que les machines ».
Roger Leloup a indiqué en 1998 qu'une adaptation en dessin animé de Yoko Tsuno requerrait, en raison de ses exigences personnelles de qualité en matière d'animation, des budgets si importants que seuls les studios américains ou japonais pourraient les mettre en place.

### Scénarios
Outre le dessin, entièrement assuré par Roger Leloup à l'exception des couleurs assurées par le studio Leonardo, et plus particulièrement par la coloriste Béatrice, Roger Leloup écrit intégralement ses scénarios, selon deux méthodes : 
- soit par intuition au gré de ses lectures ; c'est notamment le cas par exemple pour l'album no 12, La Proie et l'ombre, dont l'inspiration lui est venue en parcourant des ouvrages de photos sur les châteaux écossais ;
- soit par un travail de longue gestation, à l'exemple de l'album no 2, L'Orgue du diable : l'idée de cet album remonte au temps où Leloup travaillait au Studio Hergé sur l'élaboration de Vol 714 pour Sydney ; il a proposé à Hergé un prolongement de l'exploration souterraine vers une construction qui deviendrait la trame de L'Orgue du Diable ; Hergé refusa l'idée, le nombre de pages de l'album ne permettant pas de l'y insérer.

Dans les deux cas, toutefois, le scénario n'est pas intégralement écrit, Roger Leloup pouvant modifier l'histoire au fur et à mesure du dessin, préférant laisser son imagination continuer à travailler.
L'album qui lance la série, Le Trio de l'étrange, est écrit par Roger Leloup alors qu'il est alité à cause d'une bronchite. Il déclare à ce sujet : « Comme quoi, il faut avoir une bonne bronchite infectieuse pour commencer en bande dessinée ».

## Œuvres
- La série de bande dessinée Yoko Tsuno (31 albums en 2024)
- Le Pic des ténèbres, roman, 1989  (ISBN 2-2035-6288-9)
- L'Écume de l'aube[20], Duculot, coll. « Travelling », 1991, 279 p., format poche,  (ISBN 2-8011-0990-8),Rééditions Casterman en 1993  (ISBN 2-203-56299-4) et 1999  (ISBN 2-203-38033-0).

## Distinctions
- Officier du Mérite wallon (O.M.W.) 12 septembre 2015[21].

## Prix et récompenses
- 1974 :  Grand Prix Saint-Michel[2] pour La Forge de Vulcain (Yoko Tsuno, t. 3) ;
- 1990 :  Grand Prix de la Jeunesse Science-fiction[22] pour son roman Le Pic des ténèbres.

#### Livres
: document utilisé comme source pour la rédaction de cet article.
- Jacques Fiérain, « Leloup, Roger », dans La BD à Bruxelles et en Brabant, Charleroi, Éd. l'Âge d'or, avril 2003, 144 p., ill. ; 31 cm (ISBN 9782960119664 et 2960119665, OCLC 470388171, présentation en ligne), p. 94.
- Patrick Gaumer, « Leloup, Roger », dans Dictionnaire mondial de la BD, Paris, Larousse, 2010, 953 p., ill. ; 27 cm (ISBN 978-2-0358-4331-9 et 2-0358-4331-6, OCLC 920924930, présentation en ligne), p. 518. .
- François Ayrolles, « Roger Leloup quitte les studios Hergé », dans Moments clés du journal de Spirou 1937-1985, Marcinelle, Dupuis, coll. « Patrimoine », 2 mars 2018, 312 p., ill. ; 20,8 cm (ISBN 9782800171142 et 2800171146, OCLC 1034784873, présentation en ligne), p. 243-244.

#### Périodiques
- Roger Leloup (interviewé par Frédéric Bosser), « Enquête : Peut-on vendre à 500.000 ex et être Grand prix d'Angoulême ? - Entretien avec Leloup », BullDozer, no 5,‎ février 2006 (ISSN 1775-0652).
- Henri Filippini, « Série culte : Les mondes de... Yoko Tsuno », dBD, no 115,‎ novembre 2012, p. 92-95 (ISSN 1951-4050).
- Didier Pasamonik, « Actu Bd : Yoko Tsuno : Complot et voyages spatio-temporels », Zoo le Mag, no 44,‎ décembre 2012, p. 40.
- Éric Adam, « Bédéthèque idéale - Science-fiction : 1970 Yoko Tsuno - Roger Leloup », dBD, no 115,‎ juillet-août 2017, p. 62 (ISSN 1951-4050).

#### Articles
- Roger Leloup (interviewé par Pierre Burssens), « Entretien avec Roger Leloup », BD Best !,‎ 4 décembre 2012 (lire en ligne, consulté le 8 janvier 2025).
- Roger Leloup (interviewé par Laurent Lafourcade), « Entretien avec Roger Leloup pour le Secret de Khany », BD Best !,‎ 30 juillet 2015 (lire en ligne, consulté le 8 janvier 2025).
- Roger Leloup (interviewé par Laurent Lafourcade), « Entretien avec Roger Leloup (suite) », BD Best !,‎ 3 août 2015 (lire en ligne, consulté le 8 janvier 2025).

### Émissions de télévision
- Roger et Yoko, reportage diffusé sur Club RTL en novembre 2017 (15 minutes)
- Un monde de bulles, reportage télé diffusé sur Public Sénat en 2007 (28 minutes).

### Vidéographie
- [vidéo] « Émission BD - KABOOM #40 - Roger & Yoko. », sur YouTube, 23 novembre 2017, présentation Thibaut Fontenoy, diffusée sur RTL TVI, (17 min 16 s).